# カルメンひろき
カルメンひろき（1980年11月27日（44歳）- ）は、日本のお笑いタレント。本名、前田 博貴（まえだ ひろき）。福岡県出身。スクールJCA9期生。TOKYO笑BIZ1期生。

## 人物・芸風
- 身長178cm、体重66kg、足のサイズ28.0cm、血液型A型[1]。
- 趣味はアニメ鑑賞、フラメンコ。特技はフラメンコ、百人一首、スペイン語、英語、卓球[1]。
- 英検準2級の資格を所持している[1]。
- 高校卒業後から新聞配達員をしており現在は集金係。寮に住み込みで働いている[2]。
- 代々木アニメーション学院を卒業している[3]。
- フラメンコを踊りながらの漫談。合間にラテン語調の言葉や、ヨーロッパに関する言葉などを入れている。
- 日本の昔話をラテン調にアレンジしてめくり芸として披露したり、『ドラえもん』のパロディで青い全身タイツなどを着た「フラえもん」でネタを演じることもある。
- 額に爪楊枝を刺し中身の入ったPETボトルを吊るし引っ張り上げると言う芸がある。しかし終了後に出血する弱点がある。

## 略歴
2000年、スクールJCAへ9期生として入学。10期生を経て卒業し、その後は「SayYou前田」としてプロダクション人力舎に所属。後に「フラメン前田」に改名。
2004年、サンミュージックグループのお笑い部門（プロジェクトGET）が設けているお笑いスクールTOKYO笑BIZへ第1期生として入学し、卒業後はサンミュージックプロダクションの所属となる。2010年4月にサンミュージックを退社。以降、フリーで活動。
その後、2011年11月頃に「カルメン前田」に改名。2014年1月頃、「カルメンおじさん」に改名。
2017年、スペインのオーディション番組ゴット・タレント・エスパーニャに出演。その後SMA NEET Projectに所属するも、再びフリーで活動。
2023年7月28日、芸名を「カルメンひろき」に改名した事を発表し、同年よりTAPに仮所属。2024年に正式所属となったが、2025年現在、プロフィールページは削除されている。

## エピソード

### フラメンコに関して
フラメンコを始めた理由としては、近所に教室があった為。週6回もフラメンコ教室に通っているため現在の芸名に、フラメンコの腕前としては講師レベル。将来はフラメンコを広める為に貢献したいと思っている。また、貯金の殆どはスペイン旅行に使っている。

### その他
- 小島よしお、鳥居みゆきの一押し芸人である。特に小島とは公私ともに仲が良い。
- 2008年10月、小島よしおに生のホルモン焼きを食べさせられた翌日、腹痛がしたので小島のせいで当たったと思っていた。だが数日経っても痛みが治まらないので病院に行ったところ我慢しすぎで盲腸が破裂していて即入院になり危ない状況だった。
- 退院後に小島とバッティングセンターに行きバットを振ったら傷口が開き変な汁が出てきたそうである。
- ブッチャーブラザーズのぶっちゃあに駄目出しを受けたが、先輩より友人の意見を重要視した為に激怒された事がある。
- フラメンコに重点を置いているので、サンミュージックのマネージャー会議（解雇決定会議）に度々名前が挙がる事が多かった。
- 道端に倒れていた男性に「腰が痛い」等と言われ総額100万円近く貸した事があるらしい[5]。
- 使った食器は洗わず、冷蔵庫に保管する。これは、食器を洗わなくとも冷蔵庫に入れればハエがたからないから、と話し、自宅に取材してきた上田晋也を唖然をさせた[2]。

## 出演

### テレビ
- ニューカマーズ『どん底』（フジテレビ、2006年10月17日）
- 笑っていいとも!（フジテレビ）「チャンスがアルタ!!金のたまごクラブ」に出演。
- アリケン (テレビ東京、2008年4月17日)
- 明石家さんちゃんねる（TBSテレビ、2008年6月25日）
- 大爆笑!!サンミュージックGETライブ（スカイパーフェクTV!/日テレプラス&サイエンス（現・日テレプラス））
- イツザイ （テレビ東京、2008年10月4日） 「インディーズ芸人オーディション」に出演。キャッチコピーは「ラテンかぶれ」
- 銭形金太郎超ビンボーさん祭SP （テレビ朝日系、2011年9月28日）
- ゴット・タレント・エスパーニャ（※スペインで放送されているオーディション番組。2017年出演）

### インターネット
- 超サンミュージック おっぱっぴーナイト (GyaOジョッキー)飛び入り出演が多い
- お笑い××（チョメチョメ）ナイト（あっ!とおどろく放送局）- 第3週レギュラーのカズミファイブの日に出演

### ライブ
- サンミュージックGETライブ
- 笑いの種
- 元JCAオンパレード (2007年9月2日) など